# Albinův protigambit
Albinův protigambit je šachové zahájení začínající tahy 1.d4 d5 2.c4 e5. ECO zahájení je D08 až D09.
Poprvé bylo zaznamenáno v partii Salvioli vs Cavallotti Milan, 1881, pojmenováno je po Adolfu Albinovi, jenž ho hrál proti Laskerovi roku 1893. Jedná se o neobvyklou a dynamickou odpověď na dámský gambit, proto je stále mezi hráči oblíben, i když na velmistrovské úrovni se objevuje jen zřídka.
Černý v hlavní variantě (3. dxe5 d4) získává za obětovaného pěšce silného pěšce na d4 a určité útočné možnosti, přičemž navíc klade bílému nebezpečnou past, známou jako Laskerova léčka, do níž se nepoučení méně zkušení soupeři snadno chytají zdánlivě logickým tahem 4. e3?. Standardními pokračováními jsou 4. Jf3 či 4. e4, kdy se bílý pokouší buďto udržet pěšce navíc, nebo pěšce s časem pouští takovým způsobem, aby za jeho návrat získal poziční výhodu.